# Fußball-Weltmeisterschaft 2002/Mexiko
Dieser Artikel behandelt die mexikanische Nationalmannschaft bei der Fußball-Weltmeisterschaft 2002.

## Qualifikation
Mexiko war direkt für die Zwischenrunde qualifiziert. Dort traf man auf Trinidad und Tobago, Panama und Kanada. Nach einer überraschenden Niederlage gegen Trinidad und Tobago rückte man mit einem 7:0 im Rückspiel die Verhältnisse wieder gerade. Durch ein Unentschieden am letzten Spieltag gegen Kanada wurde man zwar Zweiter, dies hatte aber keinerlei Auswirkungen für den weiteren Verlauf.
In der Endrunde hatte Mexiko zu Beginn große Probleme. Nach der Hinrunde hatte man gerade einmal 4 Punkte auf dem Konto. In der Rückrunde konnte man sich dank einer deutlichen Leistungssteigerung (13 Punkte) doch noch für die WM qualifizieren.
Zwischenrunde:
| Panama          | – | Mexiko          |  | 0:1 |
| Trinidad/Tobago | – | Mexiko          |  | 1:0 |
| Mexiko          | – | Kanada          |  | 2:0 |
| Mexiko          | – | Panama          |  | 7:1 |
| Mexiko          | – | Trinidad/Tobago |  | 7:0 |
| Kanada          | – | Mexiko          |  | 0:0 |

Endrunde:
| USA             | – | Mexiko          |  | 2:0 |
| Mexiko          | – | Jamaika         |  | 4:0 |
| Trinidad/Tobago | – | Mexiko          |  | 1:1 |
| Mexiko          | – | Costa Rica      |  | 1:2 |
| Honduras        | – | Mexiko          |  | 3:1 |
| Mexiko          | – | USA             |  | 1:0 |
| Jamaika         | – | Mexiko          |  | 1:2 |
| Mexiko          | – | Trinidad/Tobago |  | 3:0 |
| Costa Rica      | – | Mexiko          |  | 0:0 |
| Mexiko          | – | Honduras        |  | 3:0 |

## Mexikanisches Aufgebot
| Nr.               | Name                      | Verein vor WM-Beginn  | Geburtstag | Spiele   | Tore     |          |          |          |          |
| Torhüter          | Torhüter                  | Torhüter              | Torhüter   | Torhüter | Torhüter | Torhüter | Torhüter | Torhüter | Torhüter |
| ----------------- | ------------------------- | --------------------- | ---------- | -------- | -------- | -------- | -------- | -------- | -------- |
| 1                 | Óscar Pérez Rojas         | CD Cruz Azul          | 01.02.1973 | 4        | 0        | 0        | 0        | 0        |          |
| 12                | Oswaldo Sánchez           | Deportivo Guadalajara | 21.09.1973 | 0        | 0        | 0        | 0        | 0        |          |
| 23                | Jorge Campos              | UNAM Pumas            | 15.10.1966 | 0        | 0        | 0        | 0        | 0        |          |
| Abwehrspieler     |                           |                       |            |          |          |          |          |          |          |
| 2                 | Francisco Gabriel de Anda | CF Pachuca            | 05.06.1971 | 0        | 0        | 0        | 0        | 0        |          |
| 4                 | Rafael Márquez            | AS Monaco             | 13.02.1979 | 4        | 0        | 0        | 0        | 1        |          |
| 5                 | Manuel Vidrio             | CF Pachuca            | 23.08.1972 | 4        | 0        | 1        | 0        | 0        |          |
| 16                | Salvador Carmona          | Deportivo Toluca      | 22.08.1975 | 4        | 0        | 1        | 0        | 0        |          |
| 20                | Melvin Brown              | CD Cruz Azul          | 28.01.1979 | 0        | 0        | 0        | 0        | 0        |          |
| 22                | Alberto Rodríguez         | CF Pachuca            | 01.04.1974 | 0        | 0        | 0        | 0        | 0        |          |
| Mittelfeldspieler |                           |                       |            |          |          |          |          |          |          |
| 3                 | Rafael García             | Deportivo Toluca      | 14.08.1974 | 1        | 0        | 0        | 0        | 0        |          |
| 6                 | Gerardo Torrado           | FC Sevilla            | 30.04.1979 | 4        | 1        | 1        | 0        | 0        |          |
| 7                 | Ramón Morales             | Deportivo Guadalajara | 10.10.1975 | 4        | 0        | 0        | 0        | 0        |          |
| 8                 | Alberto García Aspe       | Puebla FC             | 11.05.1967 | 1        | 0        | 1        | 0        | 0        |          |
| 11                | Braulio Luna              | Necaxa                | 08.09.1974 | 4        | 0        | 0        | 0        | 0        |          |
| 13                | Sigifredo Mercado         | CF Atlas              | 21.12.1968 | 3        | 0        | 0        | 0        | 0        |          |
| 14                | Germán Villa              | Club América          | 02.04.1973 | 0        | 0        | 0        | 0        | 0        |          |
| 18                | Johan Rodríguez           | Santos Laguna         | 15.08.1975 | 3        | 0        | 0        | 0        | 0        |          |
| 19                | Gabriel Caballero         | CF Pachuca            | 05.02.1971 | 3        | 0        | 0        | 0        | 0        |          |
| 21                | Jesús Arellano            | CF Monterrey          | 08.05.1973 | 3        | 0        | 1        | 0        | 0        |          |
| Stürmer           |                           |                       |            |          |          |          |          |          |          |
| 9                 | Jared Borgetti            | Santos Laguna         | 14.08.1973 | 4        | 2        | 0        | 0        | 0        |          |
| 10                | Cuauhtémoc Blanco         | Real Valladolid       | 17.01.1973 | 4        | 1        | 1        | 0        | 0        |          |
| 15                | Luis Hernández            | Club América          | 22.12.1968 | 3        | 0        | 1        | 0        | 0        |          |
| 17                | Francisco Palencia        | Espanyol Barcelona    | 28.04.1973 | 2        | 0        | 0        | 0        | 0        |          |
| Trainer           |                           |                       |            |          |          |          |          |          |          |
|                   | Javier Aguirre            |                       | 01.12.1958 |          |          |          |          |          |          |

## Spiele der mexikanischen Mannschaft

### Vorrunde
| Rang | Land     | Tore | Punkte |
| ---- | -------- | ---- | ------ |
| 1    | Mexiko   | 4:2  | 7      |
| 2    | Italien  | 4:3  | 4      |
| 3    | Kroatien | 2:3  | 3      |
| 4    | Ecuador  | 2:4  | 3      |

- 3. Juni 2002; 15:30 Uhr in Niigata
 Kroatien –  Mexiko 0:1 (0:0)

In der ersten Halbzeit ließ Mexiko den WM-Dritten von 1998 weitgehend agieren und beschränkte sich im Wesentlichen auf das Zerstören der kroatischen Angriffsversuche. In der zweiten Halbzeit verstärkten die Mexikaner ihre Offensivbemühungen. Die Schlüsselszene des Spiels war die 59. Minute, als Cuauhtémoc Blanco seinem Bewacher Boris Živković enteilte und dieser ihm nur noch die Beine wegziehen konnte. Weil die Regelwidrigkeit im Strafraum geschah, gab es Elfmeter für die Mexikaner. Der Gefoulte selbst übernahm die Verantwortung und stellte mit seinem verwandelten Strafstoß den 1:0-Endstand her. Die Verteidigung ihres knappen Vorsprungs fiel den Mexikanern relativ leicht, weil den neun verbliebenen kroatischen Feldspielern nach dem Platzverweis für Živković nicht mehr allzu viel einfiel.
- 9. Juni 2002; 15:30 Uhr in Rifu
 Mexiko –  Ecuador 2:1 (1:1)

Der erste Schock für „El Tri“ kam bereits am Tag vor dem Spiel, als Kroatien gegen Italien gewann und die Gruppe wieder völlig offen war. Insofern war ein Sieg nunmehr Pflicht, um den Drei-Punkte-Vorsprung auf Kroaten und Italiener zu halten und die Ecuadorianer abzuhängen. Der zweite Schock kam in der fünften Minute der Begegnung, als Agustín Delgado eine Flanke von Ulises de la Cruz zur überraschenden Führung für Ecuador einköpfen konnte. Danach dauerte es fast eine Viertelstunde, bis die geschockten Mexikaner wieder ins Spiel fanden. Der insgesamt verdiente Ausgleich fiel in der 28. Minute durch Jared Borgetti nach einer Flanke von Ramón Morales. Ein in der 56. Minute von Gerardo Torrado von der Strafraumgrenze abgefeuerter Schuss schlug unhaltbar für José Cevallos ein. Weil Mexiko danach weitgehend das Spiel kontrollierte und von Ecuador nicht mehr allzu viel kam, blieb es beim insgesamt verdienten 2:1-Sieg Mexikos.
- 13. Juni 2002; 20:30 Uhr in Ōita
 Mexiko –  Italien 1:1 (1:0)

Die Ausgangssituation für Italien war denkbar ungünstig. Denn die „Azzurri“ hatten bei Punktgleichheit nur eine um ein Tor bessere Tordifferenz (3:2) gegenüber Kroatien (2:2), die mit Schlusslicht Ecuador den vermeintlich leichteren Gegner hatten. Insofern mussten die Italiener zwingend auf Sieg spielen, um nicht Gefahr zu laufen, vorzeitig die Heimreise antreten zu müssen. Gleichzeitig drohte dem bisher verlustpunktfreien Tabellenführer Mexiko (mit einer Bilanz von 3:1 Toren) bei einer Niederlage selbst das vorzeitige Aus, da bei einem Sieg von Kroatien alle drei Mannschaften sechs Punkte auf ihrem Konto gehabt hätten.
Die Italiener begannen entsprechend offensiv und erarbeiteten sich in der ersten halben Stunde eine Reihe guter Möglichkeiten. Eine davon landete auch im Tor der Mexikaner, doch weil das Schiedsrichtergespann den Torschützen Filippo Inzaghi irrtümlich im Abseits wähnte, wurde dem Treffer die Anerkennung verweigert. Mexiko ging durch seine erste Chance in Führung. Nach einer Flanke von Cuauhtémoc Blanco köpfte Jared Borgetti den Ball geschickt seitlich mit dem Hinterkopf und unerreichbar für Italiens Keeper Gianluigi Buffon ins lange Eck. Wütende Angriffe der Italiener waren die Folge, doch Mexiko ging mit der Führung in die Pause. Nachdem die Italiener zunächst auch die Anfangsphase der zweiten Halbzeit dominiert hatten, kamen die stärker werdenden Mexikaner zwischen der 54. und 66. Minute zu insgesamt vier guten Möglichkeiten, die aber, wie alle bisherigen Versuche der Italiener, ebenfalls nicht von Erfolg gekrönt waren. Die Schlussphase gehörte dann wieder den Azzurri, die auf den Ausgleich drängten und durch einen Kopfball von Alessandro Del Piero in der 85. Minute belohnt wurden. Durch den gleichzeitigen Sieg von Ecuador im Parallelspiel gegen Kroatien waren sowohl Mexiko als auch Italien für das Achtelfinale qualifiziert und ließen es in den letzten Minuten des Spiels ruhig angehen.

### Achtelfinale
- 17. Juni 2002; 15:30 Uhr in Jeonju
 Mexiko –  USA 0:2 (0:1)

Zum ersten Mal überhaupt bei einer nicht im eigenen Land ausgetragenen WM winkte den Mexikanern der Einzug in das Viertelfinale, denn gegen den Erzrivalen USA galt Mexiko als Favorit. Entsprechend selbstbewusst begann „El Tri“ die Partie und kam bereits in der dritten Minute zur ersten Chance. Den Führungstreffer aber erzielten die Amerikaner durch Brian McBride in der neunten Minute. Zwar drängten die Mexikaner danach vehement auf den Ausgleich, fanden jedoch keinen Weg, die sicher agierende Abwehr der USA zu knacken oder scheiterten in letzter Konsequenz an deren Torwart Brad Friedel. Nachdem das Schiedsrichtergespann den Mexikanern in der 57. Minute nach Handspiel von John O’Brien einen klaren Elfmeter verweigert hatte und Landon Donovan neun Minuten später einen der wenigen, aber stets gefährlichen US-Konter erfolgreich zum 2:0 abschloss, war die Partie im Prinzip entschieden.